# Adenocarpus anagyrifolius
Adenocarpus anagyrifolius là một loài thực vật có hoa trong họ Đậu. Loài này được Coss. & Balansa miêu tả khoa học đầu tiên.